# Dichelachne lautumia
Dichelachne lautumia là một loài thực vật có hoa trong họ Hòa thảo. Loài này được Edgar & Connor mô tả khoa học đầu tiên năm 1999.